# Ливия Медулина
Ливия Медулина Камила (на латински: Livia Medullina Camilla; † 9/10 г.) e годеница на римския император Клавдий.
Ливия Медулина е дъщеря на Марк Фурий Камил (консул 8 г.), приятел на Тиберий. Тя е сестра на Марк Фурий Камил, арвалски брат от 37 г. и на Луций Арунций Камил Скрибониан, консул през 32 г.
Ливия Медулина е от 8 г. сгодена с Клавдий, след като се разваля годежът му с дванадесегодишната му братовчедка Емилия Лепида, когато майка ѝ Юлия Младша изпада в немилост през 8 г. Ливия Медулина обаче умира внезапно в деня на сватбата си през 9/10 г.
Брат ѝ Скрибониан узурпира в Далмация срещу Клавдий през 42 г.